# شيفيلد برايتسايد (دائرة انتخابية في المملكة المتحدة)
شيفيلد برايتسايد (بالإنجليزية: Sheffield, Brightside)‏ هي إحدى الدوائر الانتخابية في المملكة المتحدة الممثلة في مجلس العموم في برلمان المملكة المتحدة.
عضو البرلمان الذي يمثلها حالياً هو :Rt Hon David Blunkett (Lab).